# Turóckelemenfalva
Turóckelemenfalva (szlovákul Kaľamenová) község Szlovákiában, a Zsolnai kerületben, a Stubnyafürdői járásban.

## Fekvése
Turócszentmártontól 31 km-re délnyugatra fekszik.

## Története
A falu divéki Bán fiának földjén keletkezett, melyet IV. Béla király a Sitinoknak adott. 1240-ben „Lazkouch” alakban említik először. 1315-ben „Leskocz”, 1391-ben „Lazkouch” néven írják. A Lieszkovszky, majd a 15. században a Kelemen családé. 1534-ben „Kelemenfalwa” néven találjuk. 1546-tól a Rakovszky és Horváth családok birtoka volt. 1553-ban „Kelemynfalua”, 1570-ben „Kelemenfalva olim terra Laszkowetz”, 1619-ben „Kelemenfalva aliter Kelemenovec” megnevezéssel említik. 1715-ben 9 háztartása adózott. 1736-ban „Kelemenfalva olim terra Laszkowetz” néven szerepel a korabeli forrásokban. 1785-ben 30 házában 188 lakos élt.
A 18. század végén Vályi András így ír róla: „KELEMENFALVA. Elegyes falu Túrócz Várm. földes Ura B. Prónay Uraság, lakosai katolikusok, és evangelikusok, fekszik Tót Prónához nem meszsze, és annak filiája, földgye közép termékenységű, réttye hasznos, legelője elég, igen nagy erdeje van, ’s azért is fája tűzre, és épűletre bőven, piatzozása Mosóczon, és Körmöczön.”
1828-ban 31 háza és 166 lakosa volt, akik főként mezőgazdasággal foglalkoztak. Később a közeli nagybirtokokon dolgoztak.
Fényes Elek 1851-ben kiadott geográfiai szótárában így ír a faluról: „Kelemenfalva, (Klemenova), Thurócz m. tót falu, közel a Thurócz vizéhez, a Jeszenicza patakja mellett: 40 kath., 126 evang. lak. Határja középszerü; legelője rétje jó; erdeje elég; vizimalom; savanyuviz-forrás. F. u. többen. Ut. p. Rudno.”
A trianoni diktátumig Turóc vármegye Stubnyafürdői járásához tartozott.

## Népessége
| Év:            | 1994. | 2004.    | 2014.    | 2024.    |
| -------------- | ----- | -------- | -------- | -------- |
| Emberek száma: | 58    | 69       | 85       | 96       |
| Eltérés:       |       | +18,96 % | +23,18 % | +12,94 % |

| Év:            | 2023. | 2024.   |
| -------------- | ----- | ------- |
| Emberek száma: | 98    | 96      |
| Eltérés:       |       | -2,04 % |

1910-ben 207, túlnyomórészt szlovák anyanyelvű lakosa volt.
2001-ben 69 szlovák lakosa volt.
2011-ben 87 lakosából 76 szlovák volt.

## Nevezetességei
- Kúriája a 17. század végén épült késő reneszánsz stílusban, a 18. században barokk stílusban építették át.

## Külső hivatkozások
- E-obce.sk Archiválva 2009. december 24-i dátummal a Wayback Machine-ben
- Községinfó
- Turóckelemenfalva Szlovákia térképén